# إن-غيج كيو دي
إن-غيج كيو دي (بالإنجليزية: N-Gage QD) هو هاتف ذكي من نوكيا، تم طرحه في الأسواق في مايو 2004.

## الخصائص
- التخزين: 3.4 ميجابايت